# 武藤金吉

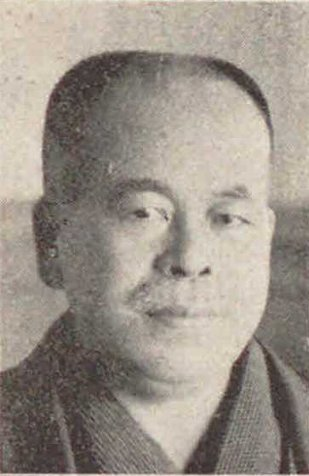
武藤金吉

武藤 金吉（むとう きんきち、慶応2年5月15日（1866年6月27日） - 昭和3年（1928年）4月23日）は、日本の政治家、実業家。衆議院議員（8期、立憲政友会）。族籍は群馬県平民。

## 経歴
上野国山田郡休泊村（現在の群馬県太田市）出身。武藤房吉の長男。英吉利法律学校（現在の中央大学）を卒業した。東奥日報創刊とともに記者となり、自由民権を主張した。1899年（明治32年）には自ら「実業新聞」を創刊した。また蚕糸業の発展に尽力し、帝国蚕糸株式会社専務取締役、大日本蚕糸会評議員などの職に就いた。その他山保毛織株式会社社長、群馬県農工銀行取締役などを歴任した。
1904年（明治37年）の第9回衆議院議員総選挙に出馬し、当選。1908年（明治41年）、群馬県議会議員選挙における家宅侵入罪で重禁錮1月15日の実刑判決。これにより勲四等を褫奪された。田中義一内閣で内務政務次官に就任したが、議員8期目在職中に死去した。

## 栄典
- 1928年（昭和3年）4月23日 - 帝都復興記念章[6]

## 家族・親族
武藤家
群馬県、東京芝南佐久間町
- 父・房吉
- 母・サダ（群馬、篠原利平の二女）
1845年 -
- 妻・ミツ（京都、石留寅次郎の姉）
1868年 -
- 養子・金之丞
1901年 -
- 養子・武男
1903年 -